# RAC Tourist Trophy
Pour les articles homonymes, voir Tourist Trophy.
Le RAC Tourist Trophy est une course automobile organisée par le Royal Automobile Club d'Angleterre.
Créée en 1905, cette course a fait partie des épreuves comptant pour le championnat du monde des voitures de sport entre 1953 et 1955, en 1958 et 1959, et entre 1962 et 1965. Après une interruption de 17 ans (l'épreuve s'arrête après 1988), le RAC Tourist Trophy reprend en 2005 sous l'égide de la FIA GT.
Depuis 2013, le RAC Tourist Trophy est décerné aux lauréats des 6 (ou 4) Heures de Silverstone.

## Palmarès

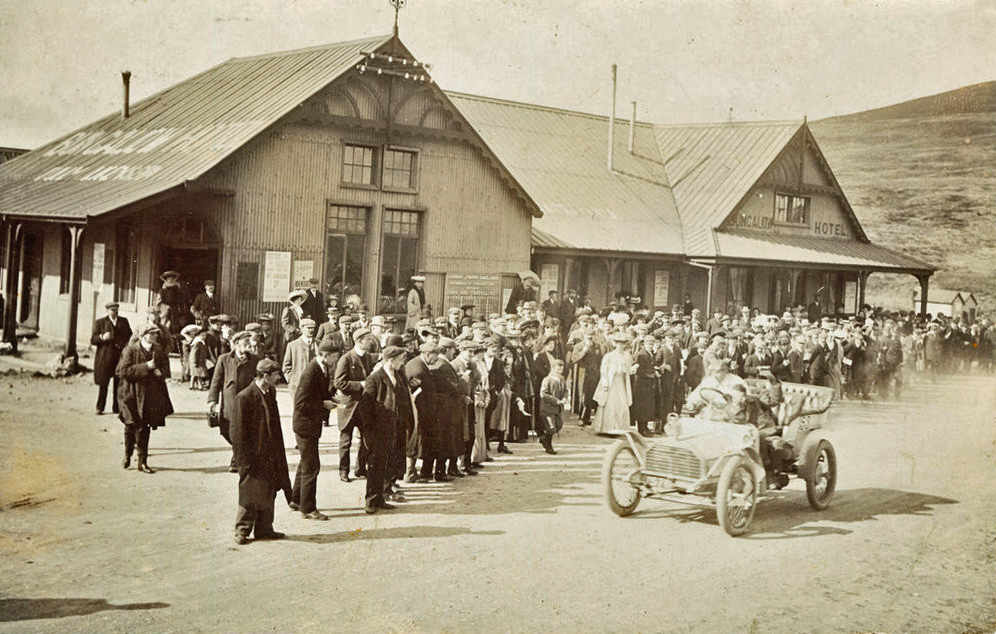
John Napier sur Arrol-Johnston, vainqueur du premier RAC Tourist Trophy, en 1905.

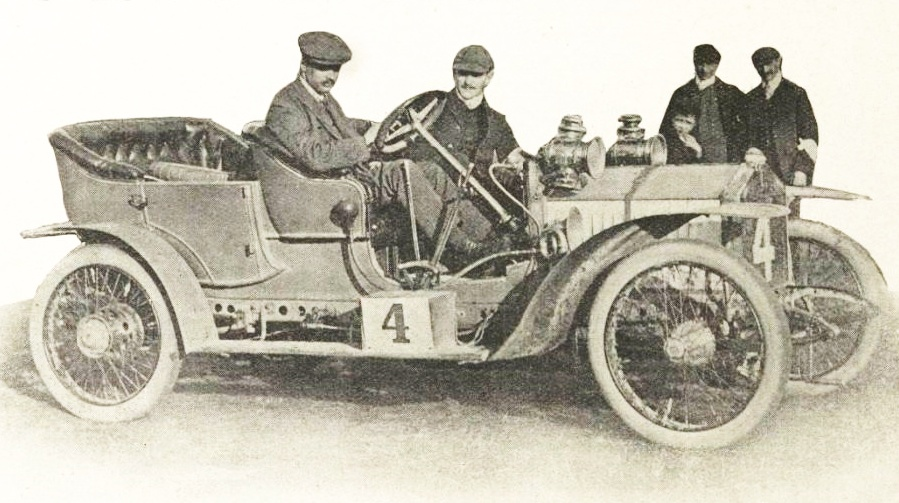
L'honorable C.S. Rolls, vainqueur du RAC Tourist Trophy 1906.

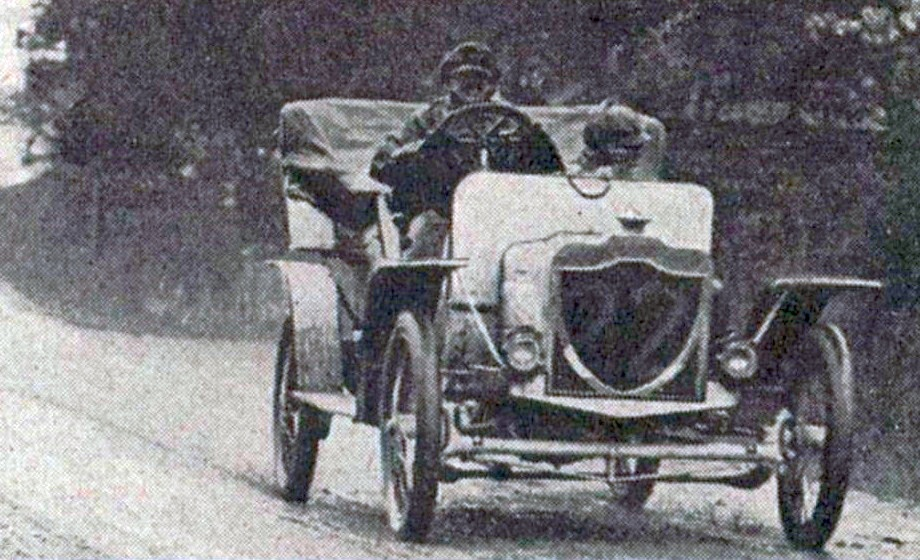
Ernest Curtis, sur Rover 20 hp, vainqueur du RAC Tourist Trophy 1907.

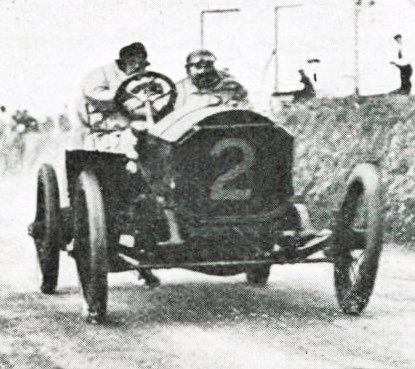
William Watson, vainqueur du RAC Tourist Trophy 1908.

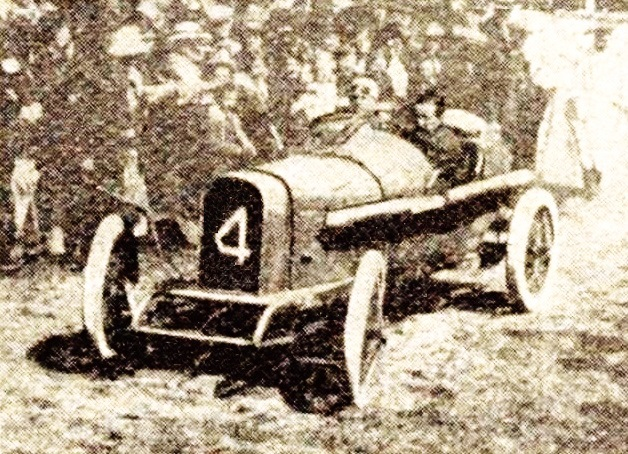
Kenelm Lee Guinness, vainqueur du RAC Tourist Trophy 1914 sur Sunbeam.

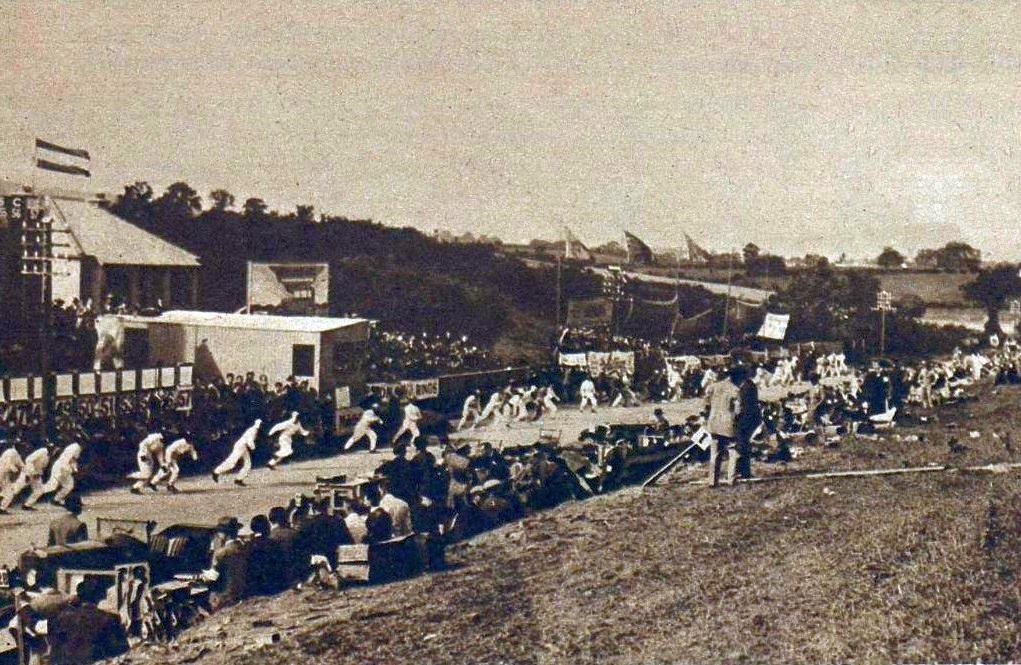
Départ du RAC Tourist Trophy 1928.

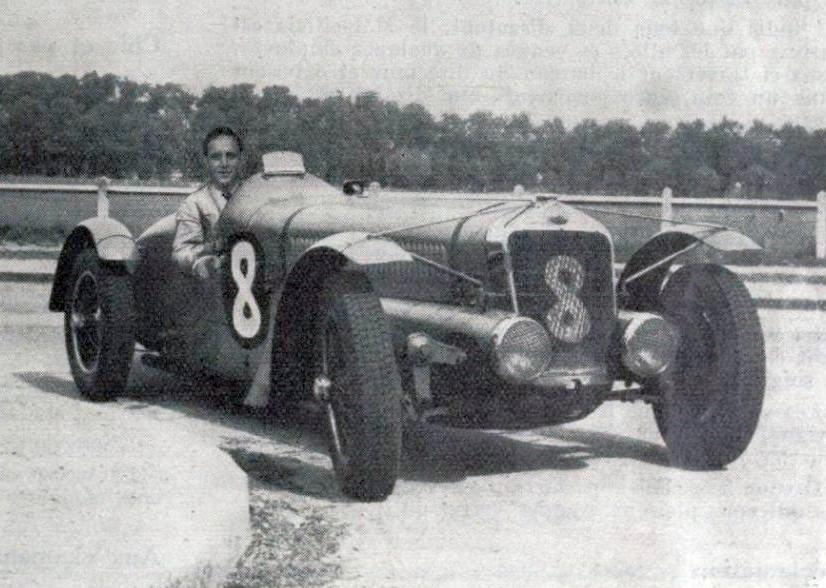
Louis Gérard, vainqueur du RAC Tourist Trophy 1938 sur Delage.

| Année     | Circuit     | Vainqueur                                          | Voiture                 | Résultats |
| --------- | ----------- | -------------------------------------------------- | ----------------------- | --------- |
| 1905      | Ile de Man  | John Napier                                        | Arrol-Johnston          | Résultats |
| 1906      | Ile de Man  | Charles Rolls                                      | Rolls-Royce 20 Hp       | Résultats |
| 1907      | Ile de Man  | Ernest Courtis                                     | Rover 20 Hp             | Résultats |
| 1908      | Ile de Man  | William Watson                                     | Napier - Hutton         | Résultats |
| 1909-13   | Non couru   | Non couru                                          | Non couru               | Non couru |
| 1914      | Ile de Man  | Kenelm Lee Guinness                                | Sunbeam                 | Résultats |
| 1915-21   | Non couru   | Non couru                                          | Non couru               | Non couru |
| 1922      | Ile de Man  | Jean Chassagne                                     | Sunbeam                 | Résultats |
| 1923-28   | Non couru   | Non couru                                          | Non couru               | Non couru |
| 1928      | Ards        | Kaye Don                                           | Lea Francis             | Résultats |
| 1929      | Ards        | Rudolf Caracciola                                  | Mercedes-Benz SS        | Résultats |
| 1930      | Ards        | Tazio Nuvolari                                     | Alfa Romeo 6C           | Résultats |
| 1931      | Ards        | Norman Black                                       | MG Midget Type C        | Résultats |
| 1932      | Ards        | Cyril Whitcroft                                    | Riley 9                 | Résultats |
| 1933      | Ards        | Tazio Nuvolari                                     | MG Magnette K3          | Résultats |
| 1934      | Ards        | Charles Dodson                                     | MG Magnette NE          | Résultats |
| 1935      | Ards        | Fred Dixon                                         | Riley 1.5               | Résultats |
| 1936      | Ards        | Fred Dixon Charles Dodson                          | Riley 1.5               | Résultats |
| 1937      | Donington   | Gianfranco Comotti                                 | Talbot-Darracq          | Résultats |
| 1938      | Donington   | Louis Gérard                                       | Delage                  | Résultats |
| 1939-49   | Non couru   | Non couru                                          | Non couru               | Non couru |
| 1950      | Dundrod     | Stirling Moss                                      | Jaguar XK120            | Résultats |
| 1951      | Dundrod     | Stirling Moss                                      | Jaguar XK 120-C         | Résultats |
| 1952      | Non couru   | Non couru                                          | Non couru               | Non couru |
| 1953      | Dundrod     | Peter Collins Pat Griffith                         | Aston Martin DB3S       | Résultats |
| 1954      | Dundrod     | Mike Hawthorn Maurice Trintignant                  | Ferrari 750 Monza       | Résultats |
| 1955      | Dundrod     | Stirling Moss John Fitch                           | Mercedes-Benz 300 SLR   | Résultats |
| 1956-57   | Non couru   | Non couru                                          | Non couru               | Non couru |
| 1958      | Goodwood    | Stirling Moss Tony Brooks                          | Aston Martin DBR1       | Résultats |
| 1959      | Goodwood    | Carroll Shelby Jack Fairman Stirling Moss          | Aston Martin DBR1       | Résultats |
| 1960      | Goodwood    | Stirling Moss                                      | Ferrari 250 GT          | Résultats |
| 1961      | Goodwood    | Stirling Moss                                      | Ferrari 250 GT          | Résultats |
| 1962      | Goodwood    | Innes Ireland                                      | Ferrari 250 GTO         | Résultats |
| 1963      | Goodwood    | Graham Hill                                        | Ferrari 250 GTO         | Résultats |
| 1964      | Goodwood    | Graham Hill                                        | Ferrari 330 P           | Résultats |
| 1965      | Oulton Park | Denny Hulme                                        | Brabham BT 8            | Résultats |
| 1966      | Oulton Park | Denny Hulme                                        | Lola T70                | Résultats |
| 1967      | Oulton Park | Andrea de Adamich                                  | Alfa Romeo Giulia GTA   | Résultats |
| 1968      | Oulton Park | Denny Hulme                                        | Lola T70                | Résultats |
| 1969      | Oulton Park | Trevor Taylor                                      | Lola T70                | Résultats |
| 1970      | Silverstone | Brian Muir                                         | Chevrolet Camaro Z28    | Résultats |
| 1971      | Non couru   | Non couru                                          | Non couru               | Non couru |
| 1972      | Silverstone | Jochen Mass Dieter Glemser                         | Ford Capri 2600RS       | Résultats |
| 1973      | Silverstone | Derek Bell Harald Ertl                             | BMW 3.0 CSL             | Résultats |
| 1974      | Silverstone | Stuart Graham                                      | Chevrolet Camaro Z28    | Résultats |
| 1975      | Silverstone | Stuart Graham                                      | Chevrolet Camaro Z28    | Résultats |
| 1976      | Silverstone | Jean Xhenceval Pierre Dieudonné Hugues de Fierlant | BMW 3.0 CSL             | Résultats |
| 1977      | Silverstone | Dieter Quester Tom Walkinshaw                      | BMW 3.0 CSL             | Résultats |
| 1978      | Silverstone | Raijmond van Hove Eddy Joosen                      | BMW 3.0 CSL             | Résultats |
| 1979      | Silverstone | Martino Finotto Carlo Facetti                      | BMW 3.0 CSL             | Résultats |
| 1980      | Silverstone | Umberto Grano Harald Neger Heribert Werginz        | BMW 635 Csi             | Résultats |
| 1981      | Silverstone | Tom Walkinshaw Chuck Nicholson                     | Mazda RX-7              | Résultats |
| 1982      | Silverstone | Tom Walkinshaw Chuck Nicholson                     | Jaguar XJS              | Résultats |
| 1983      | Silverstone | René Metge Steve Soper                             | Rover Vitesse           | Résultats |
| 1984      | Silverstone | Helmut Kelleners Gianfranco Brancatelli            | BMW 635 Csi             | Résultats |
| 1985      | Silverstone | Tom Walkinshaw Win Percy                           | Rover Vitesse           | Résultats |
| 1986      | Silverstone | Denny Hulme Jeff Allam                             | Rover Vitesse           | Résultats |
| 1987      | Silverstone | Enzo Calderari Fabio Mancini                       | BMW M3                  | Résultats |
| 1988      | Silverstone | Andy Rouse Alain Ferté                             | Ford Sierra RS500       | Résultats |
| 1989-2004 | Non couru   | Non couru                                          | Non couru               | Non couru |
| 2005      | Silverstone | Pedro Lamy Peter Kox                               | Aston Martin DBR9       | Résultats |
| 2006      | Silverstone | Michael Bartels Andrea Bertolini                   | Maserati MC12           | Résultats |
| 2007      | Silverstone | Thomas Biagi Mika Salo                             | Maserati MC12           | Résultats |
| 2008      | Silverstone | Ryan Sharp Karl Wendlinger                         | Aston Martin DBR9       | Résultats |
| 2009      | Silverstone | Ryan Sharp Karl Wendlinger                         | Saleen S7-R             | Résultats |
| 2010      | Silverstone | Warren Hughes Jamie Campbell-Walter                | Nissan GT-R GT1         | Résultats |
| 2011      | Silverstone | Michael Krumm Lucas Luhr                           | Nissan GT-R GT1         | Résultats |
| 2012      | Non couru   | Non couru                                          | Non couru               | Non couru |
| 2013      | Silverstone | Allan McNish Tom Kristensen Loïc Duval             | Audi R18 e-tron quattro | Résultats |
| 2014      | Silverstone | Anthony Davidson Nicolas Lapierre Sébastien Buemi  | Toyota TS040 Hybrid     | Résultats |
| 2015      | Silverstone | André Lotterer Benoît Tréluyer Marcel Fässler      | Audi R18 e-tron quattro | Résultats |
| 2016      | Silverstone | Romain Dumas Neel Jani Marc Lieb                   | Porsche 919 Hybrid      | Résultats |
| 2017      | Silverstone | Sébastien Buemi Anthony Davidson Kazuki Nakajima   | Toyota TS050 Hybrid     | Résultats |
| 2018      | Silverstone | Thomas Laurent Gustavo Menezes Mathias Beche       | Rebellion Racing        | Résultats |
| 2019      | Silverstone | José María López Kamui Kobayashi Mike Conway       | Toyota Gazoo Racing     | Résultats |

(nb: avant-guerre l'anglais "Eddie" Hall termine en cinq ans cinq fois dans les cinq premiers du RAC Ulster Tourist Trophy (dit Ards TT), et trois fois deuxième consécutivement, en 1934, 35 et 36 sur Bentley 4¼ Litre; en 1954 et 1955, les français Gérard Laureau et Paul Armagnac sont vainqueurs à deux reprises de la classe 750cm3 sur DB)

### Par nombre de victoires constructeurs
| Nombre de victoires | Écurie       | Années                                                  |
| ------------------- | ------------ | ------------------------------------------------------- |
| 8                   | BMW          | - 1973 - 1976 - 1977 - 1978 - 1979 - 1980 - 1984 - 1987 |
| 6                   | Ferrari      | - 1954 - 1960 - 1961 - 1962 - 1963 - 1964               |
| 5                   | Aston Martin | - 1953 - 1958 - 1959 - 2005 - 2008                      |
| 4                   | Rover        | - 1907 - 1983 - 1985 - 1986                             |
| 3                   | MG           | - 1931 - 1933 - 1934                                    |
| 3                   | Riley        | - 1932 - 1935 - 1936                                    |
| 3                   | Lola         | - 1966 - 1968 - 1969                                    |
| 3                   | Chevrolet    | - 1970 - 1974 - 1975                                    |
| 3                   | Jaguar       | - 1950 - 1951 - 1982                                    |
| 3                   | Toyota       | - 2014 - 2017 - 2019                                    |

| Pos. | Nations     | Victoires |
| ---- | ----------- | --------- |
| 1er  | Royaume-Uni | 28        |
| 2e   | Allemagne   | 13        |
| 3e   | Italie      | 10        |
| 4e   | États-Unis  | 6         |
| 4e   | Japon       | 6         |
| 6e   | France      | 2         |
| 7e   | Suisse      | 1         |